# Il seggio vacante (miniserie televisiva)
Il seggio vacante (The Casual Vacancy) è una miniserie televisiva del 2015.
La miniserie, adattamento televisivo dell'omonimo romanzo del 2012 scritto da J. K. Rowling, è una co-produzione BBC-HBO ed è stata trasmessa sul canale BBC One dal 15 febbraio 2015.

## Trama
Pagford è un villaggio inglese apparentemente idilliaco con una piazza del mercato acciottolata e un'antica abbazia, dietro la graziosa facciata, tuttavia, è una città in guerra: ricchi in guerra con poveri, adolescenti in guerra con i loro genitori, mogli in guerra con i loro mariti, insegnanti in guerra con i loro allievi. Pagford non è quello che sembra a prima vista. Alla riunione del consiglio parrocchiale viene sollevato il tema della Sweetlove House e della sua eredità. Howard Mollison, il presidente, è a capo della fazione che vuole vedere la fine dell'eredità; la spina nel fianco è Barry Fairbrother, che fa un discorso appassionato sottolineando l'importanza dell'eredità e dei servizi che fornisce. Per ora, Barry ha vinto la discussione.
Quando Barry muore improvvisamente, Pagford rimane scioccata e il posto vuoto lasciato da Barry nel consiglio parrocchiale diventa presto il catalizzatore della più grande guerra che il villaggio abbia mai visto. Presto si schiereranno tre candidati: Miles Mollison, figlio di Howard; Colin Wall, amico di Barry; e Simon Price, fratellastro di Barry.
L'elezione del consiglio parrocchiale si avvicina e Pagford è sulle spine, in attesa del prossimo post da "Il fantasma di Barry Fairbrother".
Samantha decide di dare una cena con tutte le fazioni in guerra nel consiglio parrocchiale. Ma quando Howard e Shirley arrivano inaspettatamente, la festa presto sfugge al controllo.
Dall'altra parte di The Fields, Terri si sta risvegliando dalla nebbia della sua dipendenza, sulla fragile strada verso la guarigione. Krystal inizia a sperare che possa esserci un futuro per la sua famiglia.
Con l'imminente elezione del consiglio parrocchiale, le tensioni aumentano a Pagford e ciascuna parte intensifica la propria campagna. Nel frattempo, il matrimonio di Samantha e Miles ha raggiunto il punto di rottura. Miles chiede una vita tranquilla, promettendo che una volta che le elezioni saranno finite tutto si calmerà, ma Samantha non gli crede.
L'oscuro segreto di Howard viene rivelato nell'ultimo post di The Ghost, mentre in The Fields Krystal torna a casa per trovare Terri ai suoi vecchi modi. La speranza sembra più fragile che mai e la notizia di una tragedia lascia l'intera comunità sconvolta.

## Puntate
| nº | Titolo originale | Prima TV Regno Unito | Prima TV Italia  |
| -- | ---------------- | -------------------- | ---------------- |
| 1  | Episode 1        | 15 febbraio 2015     | 22 novembre 2015 |
| 2  | Episode 2        | 22 febbraio 2015     | 29 novembre 2015 |
| 3  | Episode 3        | 1º marzo 2015        | 6 dicembre 2015  |

## Produzione
La BBC annuncia la miniserie televisiva il 3 dicembre 2012, Successivamente il cast viene annunciato nel giugno 2014, mentre le riprese iniziano nel mese di agosto nel paesino di Painswick.

## Promozione
Il primo trailer della serie televisiva viene diffuso il 1º febbraio 2015.

## Distribuzione
La serie ha debuttato il 15 febbraio 2015 su BBC One, negli Stati Uniti il 29 aprile 2015 e in Italia il 22 novembre 2015 su Sky Cinema 1.

## Riconoscimenti
- 2015 - Critics' Choice Awards [4]
  - Candidatura per il miglior attore in una miniserie o film per la televisione a Michael Gambon
- 2016 - Satellite Award[5]
  - Candidatura per il miglior attore in una miniserie o film per la televisione a Michael Gambon
- 2016 - Writers' Guild of Great Britain[6]
  - Candidatura per la miglior sceneggiatura in una miniserie a Sarah Phelps